# Klara Krantz
Klara Krantz är en svensk författare, född 14 november 1985. Hon bor i Järna och är, förutom författare, skrivpedagog och trädgårdsmästare.
Krantz debuterade 2013 med ungdomsboken Ge mig arsenik på Alfabeta förlag. 2017 kom boken Under odjurspälsen, även det en ungdomsbok. I sin tredje bok För att vi hör ihop skriver Klara Krantz för en något yngre målgrupp, där handlingen bland annat berör den tidiga pubertetens problematik.
När en man faller är Klara Krantz första bok för vuxna. I boken skriver hon om sin farfar Lars Krantz, journalist och privatspanare, som blev besatt av Palmemordet. Det är samtidigt sin egen historia hon skriver fram i boken. Hon var nyfödd när Palmemordet inträffade. När hon själv får barn börjar hon fundera på hur hennes familj och barndom påverkades.

### Fotnoter
1. ↑  ”Klara Krantz”. Romanus & Selling. https://www.romanusochselling.se/forfattare/70293/klara-krantz/. Läst 2 april 2024.
2. ↑  Pia Huss (19 mars 2013). ”Befriande självklart om högstadietjej i kris”. Dagens nyheter. http://www.dn.se/arkiv/kultur/befriande-sjalvklart-om-hogstadietjej-i-kris/. Läst 13 mars 2017.
3. ↑  Klara Önnerfält (2 maj 2021). ”För att vi hör ihop”. Klara pratar böcker. https://klarapratarbocker.com/2021/05/02/for-att-vi-hor-ihop/. Läst 2 april 2024.
4. ↑  ”Klara Krantz skriver om familjens "Palmetrauma"”. www.aftonbladet.se. 26 februari 2024. https://www.gp.se/kultur-noje/noje-kultur/klara-krantz-skriver-om-familjens-palmetrauma.0bc515c1-748e-5fd5-b40b-56ce05f091d9. Läst 2 april 2024.